# Hals (cráter)
Hals es un cráter de impacto de 93 km de diámetro del planeta Mercurio. Debe su nombre al pintor neerlandés  Frans Hals (1581/1585-1666), y su nombre fue aprobado por la  Unión Astronómica Internacional en 1985.